# Michael Crichton
John Michael Crichton, ameriški zdravnik, pisec, filmski producent, filmski režiser in televizijski producent, * 23. oktober 1942, Chicago, Illinois, Združene države Amerike, † 4. november 2008, Los Angeles, Kalifornija.
Crichton je bil najbolj poznan po svojih znanstvenofantastičnih romanih in tehnoloških trilerjih, filmih in televizijskih serijah. Po vsem svetu so prodali več kot 150 milijonov njegovih knjig, med njimi so najbolj znane Jurski park (Jurassic Park) in njeno nadaljevanje Izgubljeni svet (Lost World), Kongo (Kongo), Razkritje (Disclousure), Sfera (Sphere), Kritična točka (Airframe) in Časovna past (Timeline). Po vseh navedenih knjigah so bili posneti tudi zelo uspešni filmi. 
Ustvaril je tudi uspešno zdravniško TV serijo Urgenca.